# 甘尼夫卡 (科澤利希納區)
49°15′25″N 33°53′50″E / 49.25694°N 33.89722°E
甘尼夫卡（烏克蘭語：Ганнівка），是烏克蘭中部的村莊，隸屬波爾塔瓦州的克雷門丘克區。該村分別距離盧托維尼夫卡0.5公里和扎多夫加1公里，海拔高度82米，2001年人口250。